# Miłosz Ryczko
Miłosz Ryczko (ur. 10 marca 1980) – polski hokeista.

## Kariera klubowa
- Unia Oświęcim (wychowanek, 2000–2002)
- GKS Tychy (2002–2003)
- Cracovia (2003–2004)
- Unia Oświęcim (2004–2008)[1][2]

## Sukcesy
- Puchar Polski: 2000 z Unią Oświęcim
- Złoty medal mistrzostw Polski: 2001, 2002 z Unią Oświęcim